# إد جونز (لاعب كرة قدم كندية، مواليد 1952)
إد جونز (بالإنجليزية: Ed Jones)‏ هو لاعب كرة قدم أمريكية ولاعب كرة قدم كندية أمريكي، ولد في 29 يونيو 1952 في لونغ برانش في الولايات المتحدة.

## وصلات خارجية
- إد جونز على موقع مرجع كرة القدم المحترفة.كوم (الإنجليزية)